# Klein Davelaar
Klein Davelaar – osada (buurt)  w dzielnicy Zeelandia miasta Willemstad, w dystrykcie Willemstad, w kraju autonomicznym Curaçao, należącym do Holandii, w Ameryce Południowej. 20 października 2023 r. liczyła 104 mieszkańców. Zarówno pod względem powierzchni jak i liczby mieszkańców, jest najmniejszą osadą w dzielnicy.  